# Marlena Zagoni
Marlena Zagoni, nata Predescu (Lucieni, 22 gennaio 1951 – 31 luglio 2025), è stata una canottiera rumena, vincitrice della medaglia di bronzo nell'otto a Mosca 1980.

## Biografia
Collezionò in carriera anche due bronzi mondiali: uno nel quattro con a Lucerna 1974 e uno nel due senza a Nottingham 1975.
Nel 1976 gareggiò anche ai Giochi olimpici di Montréal 1976 nel due senza insieme a Marinela Maxim, classificandosi sesta.

## Palmarès
- Giochi olimpici

Mosca 1980: bronzo nell'otto.
- Campionati mondiali di canottaggio

Lucerna 1974: bronzo nel quattro con.
Nottingham 1975: bronzo nel due senza.